# Лакътен мускул
Лакътният мускул е неголям пирамидален мускул, който е дистално продължение на медиалната глава на триглавия мишничен мускул. Кръвоснабдява се от дълбоката мишнична и междукостната възвратна артерия. Инервацията се осъществява от радиалния нерв. Функцията е разгъване в лакътя.